# Nachmittag

Nachmittag est un film réalisé par Angela Schanelec en 2007.

## Synopsis
Konstantin, jeune écrivain vit avec son oncle dans une maison au bord d’un lac. Sa mère et son amour de jeunesse les rejoignent et nous pouvons voir la solitude qui habite chaque personnage.

## Fiche technique
- Titre original : Nachmittag
- Réalisateur : Angela Schanelec
- Scénariste : Angela Schanelec (adapté d'Anton Tchekhov)
- Genre : Drame
- Durée : 97 minutes
- Année : 2007
- Pays : Allemagne
- Langue : Allemand
- Couleur : couleur
- Date de sortie : 11 octobre 2007 (Allemagne)
- Lieux de tournage: Berlin, Allemagne
- Production : Nachmittagfilm

## Distribution
- Irka Zett : Konstantin
- Miriam Horwitz : Agnes
- Angela Schanelec : Irene
- Fritz Schediwy : Alex
- Mark Waschke : Max
- Agnes Schanelec : Mimmi